# Tehuana
Tehuana là một chi thực vật có hoa trong họ Cúc (Asteraceae).

## Loài
Chi Tehuana gồm các loài: